# マジカルシュガーラビッツ
マジカルシュガーラビッツは、2人の日本人プロレスラー、瑞希と坂崎ユカによるタッグチーム。略称は「マジラビ」。

## 来歴
2018年8月4日、新宿FACEのDDT主催イベント「闘うビアガーデン」の東京女子プロレスDAYで、シャッフルトーナメント「Yeah!めっちゃタッグトーナメント」が開催される。組み合わせ抽選で瑞希と坂崎ユカはタッグを結成することになり、2人はチーム名を坂崎のニックネーム「魔法少女（Magical Girl）」と、瑞希のニックネーム「ポッピングシュガーラビット（Popping Sugar Rabbit）」を合わせて「マジカルシュガーラビッツ（Magical Sugar Rabbits）」と命名した。当日は、1回戦ではTHE YELLOW SALMON（のどかおねえさん&ラク）と引き分けて、規定によるじゃんけんで勝利しての勝ち上がりとなったが、準決勝でさいたマッスルズ（才木玲佳＆ミウ）、決勝で怪獣戦隊カイジュウジャーVS英雄戦隊パミレンジャー（中島翔子&ハイパーミサヲ）を破って優勝。特典の軽井沢旅行が甲田哲也代表の実家の物置だったことに瑞希と坂崎は反発し、代わりに当時空位だったTOKYOプリンセスタッグ王座を要求、王座決定戦への出場権を得た。3週間後の8月25日の後楽園ホール大会で行われた王座決定戦で才木玲佳&伊藤麻希組から勝利し、第4代王者となる。この時点では、瑞希と坂崎にはともに活動中のタッグチームがあったが、王座獲得をきっかけにマジラビの活動に比重を移していった。
第4代王者としては6度の防衛に成功したが、2019年6月8日の新木場1stRING大会で行われた7度目の防衛戦でNEO美威獅鬼軍（沙希様&操）に敗れて王座陥落。2021年10月9日の大田区総合体育館大会で、沙希様&メイ・サン＝ミッシェル組を破って奪回。2022年7月9日に令和のAA砲（赤井沙希&荒井優希）に敗れるまで5度の防衛に成功した。
2023年3月31日、アメリカ合衆国・カリフォルニア州ロサンゼルスで行われた東女初の海外興行で、瑞希と坂崎はプリンセスタッグ王座の挑戦者チームとして出場。王者組の121000000（山下実優&伊藤麻希）に勝利して3度目の王座に就く。5月8日に行われた記者会見で坂崎が東女卒業を発表した際には、卒業するまでタッグベルトを保持していたいと意気込みを見せていたが、会見後に行ったアメリカ遠征からの帰国後にメディカルチェックを受けた際に首の負傷が判明、ドクターストップがかかって大会欠場を余儀なくされたため、6月11日の後楽園ホール大会でプリンセスタッグ王座を返上した。12月6日に北沢タウンホールで行われた『東京女子プロレス誕生10周年記念興行～坂崎ユカ卒業スペシャル～』を最後に坂崎が東女を卒業、継続的なタッグチームの活動は終了した。
2024年3月31日の両国国技館大会に、坂崎がAEWからの特別参戦選手として出場。瑞希とのタッグでさくらえみ&クリス・ブルックス組と対戦して勝利をおさめた。

## 主な合体技
トイ・ストーリーシリーズの劇中のキャラクターの動きからヒントを得た合体技を4種類考案し、試合で使用している。
トイ・ストーリー1
坂崎と瑞希とともにコーナーに登り、肩を組んだ状態で一緒にダイビングクロスボディを繰り出す。
トイ・ストーリー2
坂崎が瑞希をオクラホマ・スタンピードで肩に担いだ後、飛行ホーズを取った瑞希をボディプレスの体勢になるように倒れている相手に投げる。
トイ・ストーリー3
坂崎の両肩に瑞希が乗り、立っている相手にポップアップ式に瑞希を投げるクロスボディ。
トイ・ストーリー4
坂崎がリング上の倒れている相手に、瑞希が場外の相手に向いて手を繋いでロープ上に乗り、それぞれスワンダイブで飛ぶ。

## 獲得タイトル
- プリンセスタッグ王座（第4代、第9代、第13代）
- Yeah!めっちゃタッグトーナメント 優勝（2018年）

## メディア

### 写真集
- 『MagiRabi IN WONDERLAND』（2020年11月7日、東京女子プロレス、写真：立花奈央子）[16]